# Josef Henrich
Josef Henrich (25. srpna 1879, Abertamy – 17. května 1943, Bregenz) byl český lesní inženýr, ochránce přírody a spisovatel, který působil v Rakousku jako zemský lesní inspektor v Bludenzi. Středoškolské studium absolvoval na c. k. státním gymnáziu v Kadani. Vysokoškolské vzdělání získal na Hochschule für Bodenkultur ve Vídni.

## Život
Josef Henrich se narodil 25. srpna 1879 v krušnohorských Abertamech jako nejmladší z dvanácti dětí do rodiny ředitele tamější školy, kterou Josef navštěvoval v letech 1885 až 1891. Ihned poté nastoupil na gymnázium v Kadani. Proč rodiče mladého Josefa poslali studovat do Kadaně a ne kupříkladu do bližších Karlových Varů není jisté. Pravděpodobně zde měla rodina příbuzné. Na gymnáziu v Kadani absolvoval Josef celou osmiletou středoškolskou docházku a v roce 1899 zde také úspěšně složil maturitu. Josefa již od dětských let fascinoval les a vše co s ním souviselo, možná také proto, že jeho děd i praděd byli myslivci. Též již jako student měl Josef mezi myslivci přátele.
Proto po maturitě nastoupil na proslulou Hochschule für Bodenkultur (Univerzita zemědělských věd) ve Vídni, kde byl roku 1902 po absolvování státních zkoušek promován na lesního inženýra. Již téhož roku začal pracovat v Innsbrucku na Úřadě pro zabraňování lavin pro Tyrolsko a Vorarlbersko. V roce 1907 byl jmenován zemským lesním inspektorem v Bludenzi, od roku 1912 s pravomocí pro celé Vorarlbersko. Od roku 1911 byl Josef ženatý s Eugenií, rozenou Schmid, z jejich manželství se narodil syn Wilfried a dcera Irmgard. Vzhledem k tomu, že se Henrich zasloužil o likvidaci lavinových a záplavových kalamit, obdržel roku 1914 tzv. Zlatý záslužný kříž s korunou. Během první světové války měl Henrich na práce v lesích k dispozici 200 ruských zajatců. O tom, že zajatci měli s Henrichem díky jeho laskavosti dobrý vztah, vypovídá fakt, že zajatci vyrobili Henrichovým dětem řadu dřevěných hraček, které jsou i v současné době stále vystaveny ve Vorarlberském zemském muzeu v Bregenzi. Po zániku Rakousko-Uherské říše a následném vzniku Rakouské republiky byl Josef Henrich jmenován zemským lesním inspektorem v Bregenzi, zároveň spravoval také záležitosti lovecké a rybářské. Během působení v této funkci se proslavil například originálním řešením výstavby protilavinových zábran, z nichž nejslavnější se stala Henrichova konstrukce ve východoalpské lokalitě Schesatobel. Za své neutuchající nasazení a práci obdržel i tzv. Velký záslužný kříž Rakouské republiky.
Dalším odvětvím, ve kterém se Josef Henrich angažoval, bylo vzdělávání hajných a lesníků. Roku 1921 publikoval jako hlavní autor na svou dobu velmi pokrokový zákon o ochraně lesa. Usiloval o nové zalesnění oblasti Bregenzerwal mezi Rýnem a Dunajem. Vypracoval také nový vorarlberský zemský lovecký zákon z roku 1933. Anšlus Rakouska Nacistickým Německem považoval za tragédii. Byl rakouským patriotem, odmítal nacistickou ideologii a tíhnul k liberálnímu křesťanství. V březnu roku 1939 byl Josef Henrich donucen režimem k rezignaci na všechny své funkce a byl předčasně penzionován. Krátce na to se zhoršil jeho zdravotní stav. Zemřel dne 17. května 1943 v Bregenzi ve svém domě v ulici Riedergasse.

## Literární činnost
Velký význam měla také již zmiňovaná Henrichova literární činnost. Roku 1920 byla publikována jeho kniha „Gedanken zur Erhaltung von Wald und Wild“ zabývající se problematikou ochrany lesů a divoké přírody, ve stejném roce byl také poprvé vydán oblíbený „Kurzes Jagdbrevier“ (Krátký lovecký brevíř). Kromě řady odborných studií skládal také básně, psal povídky a také romány s přírodní tematikou, ty se však většinou dochovaly pouze v rukopise. Své doby byla mezi milovníky alpské přírody velmi oblíbena kniha „Tagebuchskizzen“, která byla antologií originálních deníkových črtů popisujících krásy alpské krajiny. Na sklonku života publikoval Henrich dva romány nazvané „Wenn der Wald stirbt“ (Když les umírá) (1940) a „Wenn der Wald blüht“ (Když les rozkvétá) (1942), ve kterých popisuje život „lesního poutníka“. Oba romány obsahují výrazné autobiografické prvky a jsou tak jakýmsi Henrichovým literárním testamentem. V letech 1942 až 1943 pracoval Henrich ještě na románu „Wenn der Wald spricht“ (Když les hovoří), ten se měl odehrávat v Krušnohoří a na Kadaňsku, práci na něm však přerušila autorova náhlá smrt.